# 奥斯马尼·胡安托雷纳
奥斯马尼·胡安托雷纳（西班牙語：Osmany Juantorena，1985年8月12日—），古巴和意大利排球运动员。在场上的位置是：主攻。他曾代表意大利国家队参加2016年和2020年夏季奥林匹克运动会排球比赛。